# The Broken Circle Breakdown
The Broken Circle Breakdown (bra: Alabama Monroe; prt: Ciclo Interrompido) é um filme batavo-belga de 2012, do gênero drama romântico, dirigido por Felix Van Groeningen, com roteiro de Carl Joos e do próprio diretor baseado na peça teatral de Johan Heldenbergh e Mieke Dobbels.
Foi indicado ao Oscar de melhor filme estrangeiro na edição de 2014, representando a Bélgica. 

## Sinopse
Casal estável e apaixonado se vê em crise quando sua filha de 6 anos contrai uma grave doença.

## Elenco
- Veerle Baetens - Elise Vandevelde/Alabama
- Johan Heldenbergh - Didier Bontinck
- Nell Cattrysse - Maybelle
- Geert Van Rampelberg - William
- Nils De Caster - Jock
- Robbie Cleiren - Jimmy
- Bert Huysentruyt - Jef
- Jan Bijvoet - Koen
- Blanka Heirman - Denise